# Квинт Цецилий Метел Балеарик
Вижте пояснителната страница за други личности с името Квинт Цецилий Метел.
Квинт Цецилий Метел Балеарик (на латински: Quintus Caecilius Metellus Balearicus) e политик на Римската република през 2 век пр.н.е.
Произлиза от клон Цецилии Метели на фамилията Цецилии. Той е син на Квинт Цецилий Метел Македоник и има три братя Луций, Марк и Гай и две сестри с името Цецилия Метела.
Той е като едил в Тесалия, за да закупи зърно и 126 пр.н.е. претор. През 123 пр.н.е. е избран за консул заедно с Тит Квинкций Фламинин. Следващите две години е проконсул и трябва да подчини морските грабежници по Балеарските острови. За победата получава триумф и името Балеарик. През 120 пр.н.е. става цензор.

## Деца
- Квинт Цецилий Метел Непот (консул 98 пр.н.е.);
- Цецилия Метела Балеарика Младша, съпруга на Апий Клавдий Пулхер (консул 79 пр.н.е.);
- Цецилия Метела Балеарика, весталка.